# Котов, Александр Аркадьевич
Алекса́ндр Арка́дьевич Ко́тов (род. 11 июля 1994 года) — российский гандболист, выступает за подмосковный гандбольный клуб «Чеховские медведи». Член мужской сборной России по гандболу.

## Карьера

### Клубная
Начал заниматься гандболом в Волгограде. До перехода в клуб «Чеховские медведи» выступал за команду «Каустик».

### Международная карьера
Котов был приглашён в состав сборной России и был заявлен на Чемпионате Европы 2020 года. Участник чемпионата мира 2021 года, который проходил в Египте.

## Достижения
- Чемпион России: 2016—2022
- Победитель Кубка России: 2016—2021
- Обладатель Суперкубка России: 2016—2020
- Лучший правый полусредний чемпионата России: 2020, 2021
- MVP сезона чемпионата России: 2021/22